# 프엉타오
응우옌푹프엉타오(Nguyễn Phúc Phương Thảo, 1946년 6월 4일 ~ )는 베트남 응우옌 왕조의 황녀이다. 바오다이의 4번째 딸로, 어머니는 뷔몽디엡이다.